# ジャック・クレマン

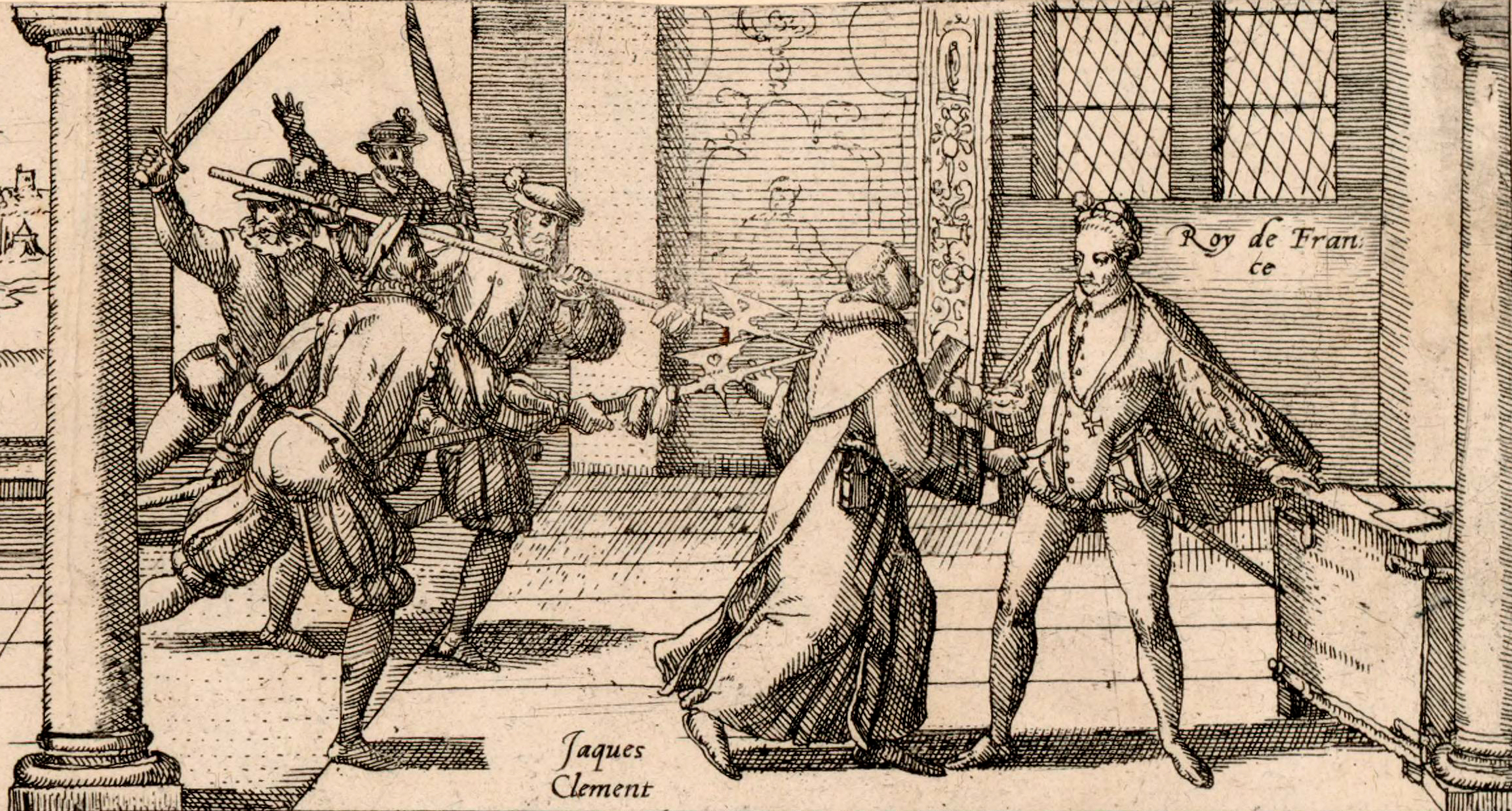
アンリ3世に切りかかるジャック・クレマン

ジャック・クレマン（Jacques Clément, 1567年 - 1589年8月1日）はブルゴーニュ出身のドミニコ会修道士で、フランス国王アンリ3世を殺害したことで知られる。
フランスのカトリックとプロテスタント（ユグノー）との宗教戦争（ユグノー戦争）が行われていた1588年12月23日、国王アンリ3世は勢力を強め国王に対して脅威となっていたカトリック同盟の首領ギーズ公アンリを暗殺した。
この暗殺にカトリック陣営は激昂し、パリ大学とパリ高等法院はアンリ3世を国王とは認めぬと宣言。ローマ教皇もアンリ3世の破門を宣言する。カトリック陣営によってアンリ3世に対する様々な中傷が行われた。カトリック陣営を敵に回したアンリ3世はユグノー陣営のナバラ王アンリと手を結ぶ。アンリ3世に対するカトリック教徒の敵意が高まっていた。
1589年8月1日の朝。ジャック・クレマンはサン＝クルーに滞在していたアンリ3世に謁見を求めた。寝床にあったアンリ3世はこれを認め、8時にクレマンと謁見する。アンリ3世がクレマンから手渡された書状を読もうとした時、クレマンは隠し持っていた短刀を取り出してアンリ3世に襲いかかり脾臓のあたりを突き刺した。クレマンはその場で護衛に殺されて体をバラバラにされた。背後関係は不明である。
アンリ3世は重体となり、助からぬと悟るとナバラ王アンリを死の床に呼び、彼にフランス王位を託した。8月2日午前3時にアンリ3世は崩御し、ヴァロワ朝は断絶した。
ジャック・クレマンの遺体はカトリック教徒たちの聖遺物にならぬよう焼かれて灰にされた。
ナバラ王アンリがアンリ4世として即位し、ブルボン朝を開くことになる。